# 慈氏塔
慈氏塔又名慈氏寺塔，位于湖南省岳阳市岳阳楼区塔前街。现存为宋朝孟珙主持重建，为湖南最早的古塔遗存之一。1956年被列为湖南省重点文物保护单位，2013年3月被列为全国重点文物保护单位。

## 历史
现在一般认为，慈氏塔重建于北宋年间。但是关于其最早的修建历史，目前尚存争议。宋朝的《岳阳风土记》及明朝的《隆庆岳州府志》关于其建造年代有“晋创”、“唐建”的说法，一般认为该塔始建于唐代，唐显庆三年（658年），这里曾经建有佛楼（世称“南屠”或“南楼”），后梁乾化四年（914）南楼故址修建了一座木质结构的“一字关”塔，此塔即是慈氏塔的前身，该塔毁在北宋熙宁年间于毁于一场大火，现存古塔为南宋荆湖制置使孟珙于淳祐二年（1242年）所建。而中国管理科学研究院特约研究员段福林认为其可能是“始于唐代，建于五代，重修于宋”。但是岳阳文史专家陈湘源在《慈氏塔的性质与始建年代辨析》中分析认为，慈氏塔“晋创”、“唐建”的说法并不准确，他认为这主要是因为在慈氏塔附近，原有一座乾明古寺，古寺始建于晋，在晋、唐两代也曾修筑佛塔，由于慈氏寺是乾明寺的分支，而这三处佛塔地理位置又大致相同，所以导致混淆。
慈氏塔在1956年被列为湖南省文物保护单位，2013年3月被中华人民共和国国务院列为第七批全国重点文物保护单位。
由于慈氏塔年久失修，缺乏保护，塔基以及裸露在外的塔身青砖已严重风化和剥蚀，雷雨大风天气时，塔体时常掉落砖石。2015年，岳阳市对其启动大修，并对严重影响古塔周边环境风貌的平房和棚户等建筑进行了拆除，这是继清嘉庆二十四年（1819）后慈氏塔的再次大规模修缮。
2015年8月，施工人员在塔顶覆钵表面发现八组铭文，其中落款为“大宋治平三年”（1066年），在塔顶第二层相轮内又发现古钱币。古钱币用布条串成串，放在一个长16厘米、高约25厘米的方龛中。经专家鉴定，这些古钱币共有20个类别，1000多枚，这些钱币始于“开元通宝”，止于“治平元宝”，大部分出自宋代早中期。当地文物部门据此推断，慈氏塔的建造年份由之前认定的公元1242年提前到了公元1066年。

## 结构
慈氏塔是一座实心的楼阁式佛塔，七级八角，整座塔高39米，塔身为34.58米，占地面积46平方米。除塔基由浑厚坚实的五层花岗石铺砌外，其余均用青砖砌筑，而胶结料采用的是黄砂泥浆。塔身底层较高，往上逐层变矮，面阔层层内收，形成柔和的收分线条。层檐间用叠涩法，在挑出的青砖上贴以青瓦，再用砂浆堆塑莲花图案，线条圆润优美。第一层原有东西相通的塔门，但在康熙三十五年（1696年）维修古塔时，为了加固塔基，用青砖封实了塔门，只留下青石门楣至今可见。自二层以上，每层四向各砌佛龛一个，内置精雕细刻的佛像一尊。第二层平座座顶凸出塔身约30厘米，转角处砌有倚柱。其他各层的作法，均与第二层相同，只有在第七层的平座上，设有栏杆和望柱，各层高翘的檐角上皆挂有铜风铃。塔顶作八角攒尖式，顶上立铁刹，由覆钵、相轮、宝盖、圆光等构件组成，相轮底座由八根铁链通过扁铁连接直贯塔基。

## 名称
关于慈氏塔的建造和命名的缘由，民间有传说唐朝开元年间，西域一佛教徒来到巴陵（今岳阳）声称将有白龙作恶，必须建塔镇压。城内寡妇慈氏，捐钱建造了这座塔，故名慈氏塔。但是段福林研究员在《八百年沧桑慈氏塔》一文中认为，慈氏塔是一座佛塔，而“镇洞庭水孽”这一说法与佛家教义相背离，所以慈氏并非指寡妇慈氏，而是源于塔上神龛内供奉的弥勒佛，慈氏为其梵文名（मैत्रेय）。